# Hyalurgus minimus
Hyalurgus minimus là một loài ruồi trong họ Tachinidae.